# 108 aC
El 108 aC va ser un any del calendari romà prejulià. Durant la República i l'Imperi Romà es coneixia com l'Any del Consolat de Galba i Hortensi o també any 646 Ab urbe condita o de la fundació de la ciutat). L'ús del nom «108 aC» per referir-se a aquest any es remunta a l'alta edat mitjana, quan el sistema Anno Domini va ser el mètode de numeració dels anys més comú a Europa.

## Esdeveniments

### Antiga Xina
- Cau el regne coreà de Gojoseon, i l'emperador xinès Wu Han estableix la Comandància Lelang al nord de Corea.[2]
- La dinastia Han de la Xina sota el comandat Zhao Ponu surt victoriosa de la batalla de Loulan, la primera incursió militar de la Xina per la Conca del Tarim.[3]

### Antic Egipte
- Ptolemeu IX Làtir, rei d'Egipte i de Xipre, és apartat del poder per una revolta instigada per la seva mare, Cleòpatra III i es veu obligat a fugir d'Alexandria.[4]

### República Romana
- Servi Sulpici Galba i Quint Hortensi són elegits cònsols. Marc Aureli Escaure és elegit cònsol sufecte després de la destitució de Quint Hortensi, se suposa que per la condemna per un judici de corrupció.[5][6]

### Àfrica
- L'exèrcit romà, sota el mandat del procònsol Quint Cecili Metel Numídic, derrota les forces de Jugurta a Numídia en la batalla de Muthul.[7]

## Naixements
- Luci Sergi Catilina, estadista romà.[8]